# Ploceus capensis
El tejedor de El Cabo (Ploceus capensis)
 es una especie de ave paseriforme
de la familia Ploceidae nativa de Sudáfrica. Es una especie común en pastizales, hábitats agrícolas y fynbos, a menudo cerca de los ríos. Se reproduce en colonias ruidosas en los árboles (a menudo sauces o eucaliptos, rara vez en palmeras) y cañaverales.

## Descripción
Mide unos 17 cm de largo. Tiene el dorso rayado de oliva-marrón. El pico es cónico y puntiagudo. Los machos reproductores tienen la cabeza y las partes inferiores amarillas, la cara de color naranja y los iris blancos. Las hembras adultas tienen la cabeza y el pecho sombreado de amarillo-oliva, a amarillo pálido en la parte baja del abdomen. Sus ojos son de color marrón. Las aves jóvenes son similares a las hembras.

## Subespecies
Se reconocen tres subespecies:
- P. c. capensis (Linnaeus, 1766)
- P. c. olivaceus (Hahn, 1820)
- P. c. rubricomus Clancey, 1966